# Helleborus orientalis

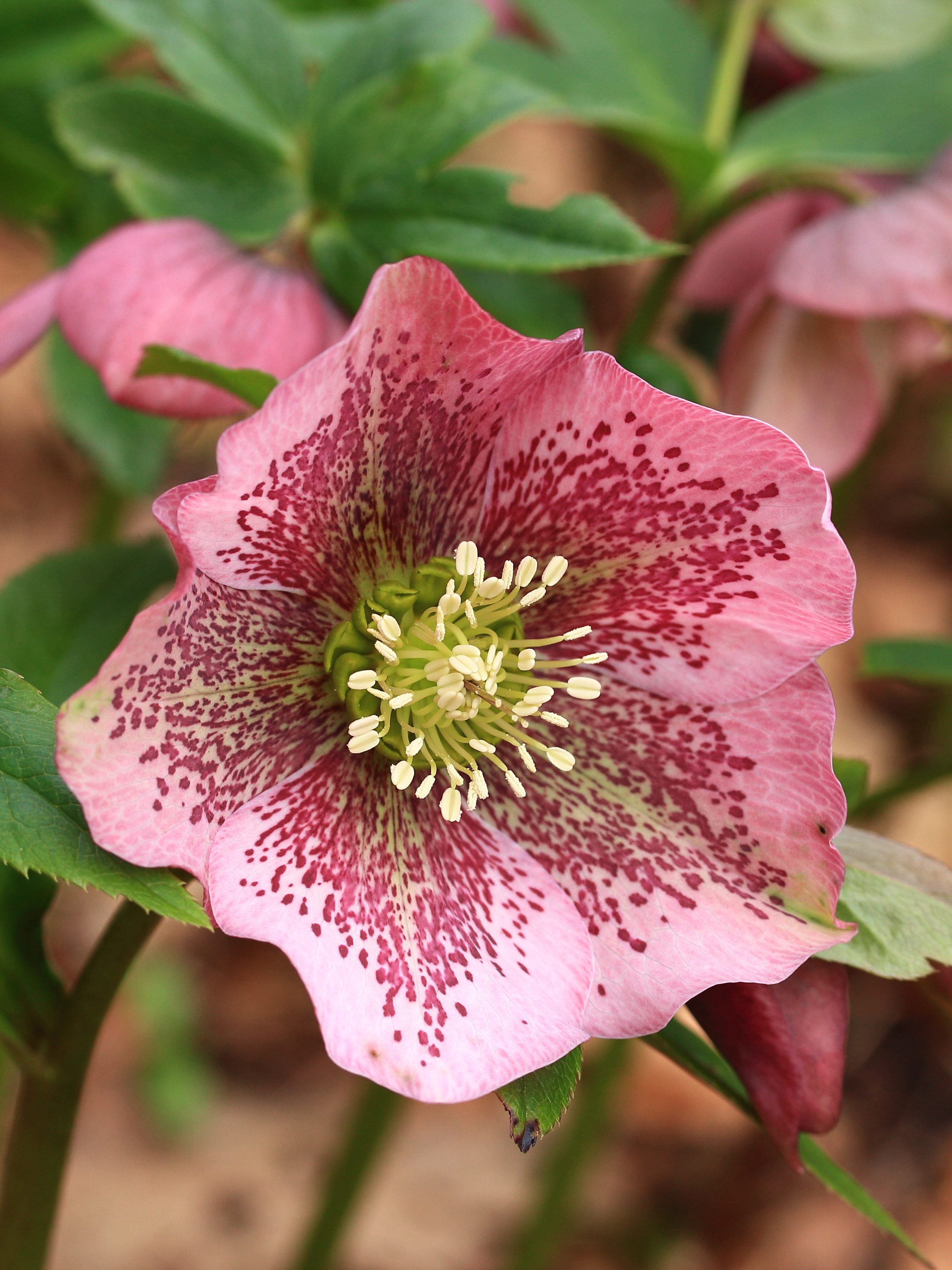
Flor

Helleborus orientalis és una espècie de planta de la família de les ranunculàcies, originària de Grècia i Turquia que habita en boscos, matollars i clars de fins a 2000 m d'altitud.

## Descripció
És una espècie herbàcia perennifòlia que forma grups. Arriba a mesurar fins a 45 cm quan es troba en floració. Les fulles tenen seccions serrades. El fullatge es marceix ocasionalment durant la floració i es retreu a continuació; el nou fullatge apareix poc després. Les flors són petites i brillants amb colors que van del blanc, verd, rosa al porpra, i que a vegades tenen taques fosques.

## Cultiu
El sòl on se la cultiva ha de ser lleuger, ric en humus i retenir la humitat, però estar ben drenat. Els peus mullats a l'hivern són fatals. Tot i que la majoria de les espècies provenen de les condicions del sòl de pedra calcària, les cultivars també creixen bé en sòls àcids. Als Helleborus no els agrada estar al Sol a l'estiu. Un cop plantats correctament, que no els agrada ser molestats o trasplantats.
Els híbrids amb flors grogues són susceptibles a malalties fúngiques, que causen taques negres en les fulles. Quan la infecció és greu, pot resultar amb la mort de la planta.

## Taxonomia
Helleborus orientalis va ser descrita per Jean-Baptiste Lamarck i publicada a Encyclopédie Méthodique, Botanique 3: 96, l'any 1789.

### Citologia
Nombre de cromosomes d'Helleborus orientalis i tàxons infraespecífics: 2n=32.

### Etimologia
- Helleborus: nom genèric que deriva del nom grec per a Helleborus orientalis: helleboros; d'Helle per a "fer mal" i bora per a "menjar", fent referència al fet que danya el menjar per ser planta verinosa.[3]
- orientalis: epítet llatí que significa "d'Orient".[4]

### Sinonímia
- Helleborus kochii Schiffn.
- Helleborus officinalis Salisb.
- Helleborus ponticus A.Braun[5]